# Турлыбаев, Айдархан Турлыбайулы
Айдархан Турлыбайулы Турлыбаев (каз. Айдархан Тұрлыбаев; 25 августа 1874 — 23 ноября 1937) — казахский юрист, общественно-политический деятель. Один из лидеров движения Алаш-Орда в Семиречье. Активный участник казахского национально-освободительного движения.

## Биография
Происходит из подрода шомек рода карауыл племени аргын. В 1897 году окончил Омскую гимназию. В 1897—1902 годы изучал право на юридическом факультете в Императорском Санкт-Петербургском университете, где среди его педагогов были И. Я. Фойницкий, Н. Л. Дювернуа, И. И. Кауфман, И. А. Ивановский. В 1902—1917 годы работал в Омске в адвокатской конторе, был присяжным поверенным в судебной палате. В 1903 году — помощник секретаря Палаты по гражданскому департаменту, в 1905 году — мировой судья в Ишимском уезде, округа Тобольского Окружного суда. Надворный советник.
После Февральской революции 1917 года занялся активной политической и общественной деятельностью. Участник и председатель Съезда казахов, который проходил в Омске с 25 апреля по 5 мая 1917 года.
В том же году активно участвовал в организации и проведений первого Всеказахского съезда Алаш-Орды, проходившем в Оренбурге для создания партии Алаш и второго Всеказахского съезда для образовании Алашской автономии. На первом съезде был избран делегатом от Акмолинской области на Всероссийский курултай и Всероссийский мусульманский съезд — Шура-и-Ислам. Активно участвовал в создании Акмолинского областного комитета партии Алаш.
В годы Гражданской войны принимал активное участие в формировании вооружённых отрядов милиции Алаша. В июне 1918 года стал одним из трёх членов Омского (Акмолинского) областного комиссариата. Вскоре вышел из комиссариата и продолжил служить присяжным поверенным в Омске. Летом 1918 года вступил в Омское отделение Союза возрождения России, а в сентябре того же года был избран гласным Омской городской думы.
После установления Советской власти работал в Омске адвокатом, советником, судьей.
После окончания Гражданской войны в Казахстане в 1920 году ВЦИК и СНК РСФСР приняли декрет «Об образовании Киргизской Автономной Социалистической Советской Республики». На территории Омской области тогда было создано представительство КирАО, которое просуществовало до 1923 года, его возглавлял Полномочный Представитель А. Турлыбаев.
Позже до начала 1930-х годов А. Турлыбаев работал юрисконсультом при областном потребительском союзе: до 1931 года в городе Омске, затем в зерносовхозе Возвышенка (до октября 1934). С октября 1934 по апрель 1935 года работал юрисконсультом при Управлении Казжелезнодстрой в городе Акмоле.
В начале июля 1937 года был арестован органами НКВД по обвинению в сотрудничестве с колчаковцами, контрреволюционной националистической деятельности, направленной на свержение советской власти и создании пан-тюркского государства.
17 ноября 1937 года ему был объявлен смертный приговор. 23 ноября А. Турлыбаев был расстрелян.
Реабилитирован военным трибуналом Сибирского военного округа в августе 1957 года.

## Память
- В Астане одна из улиц названа в честь Айдархана Турлыбаева.